# Makahiki

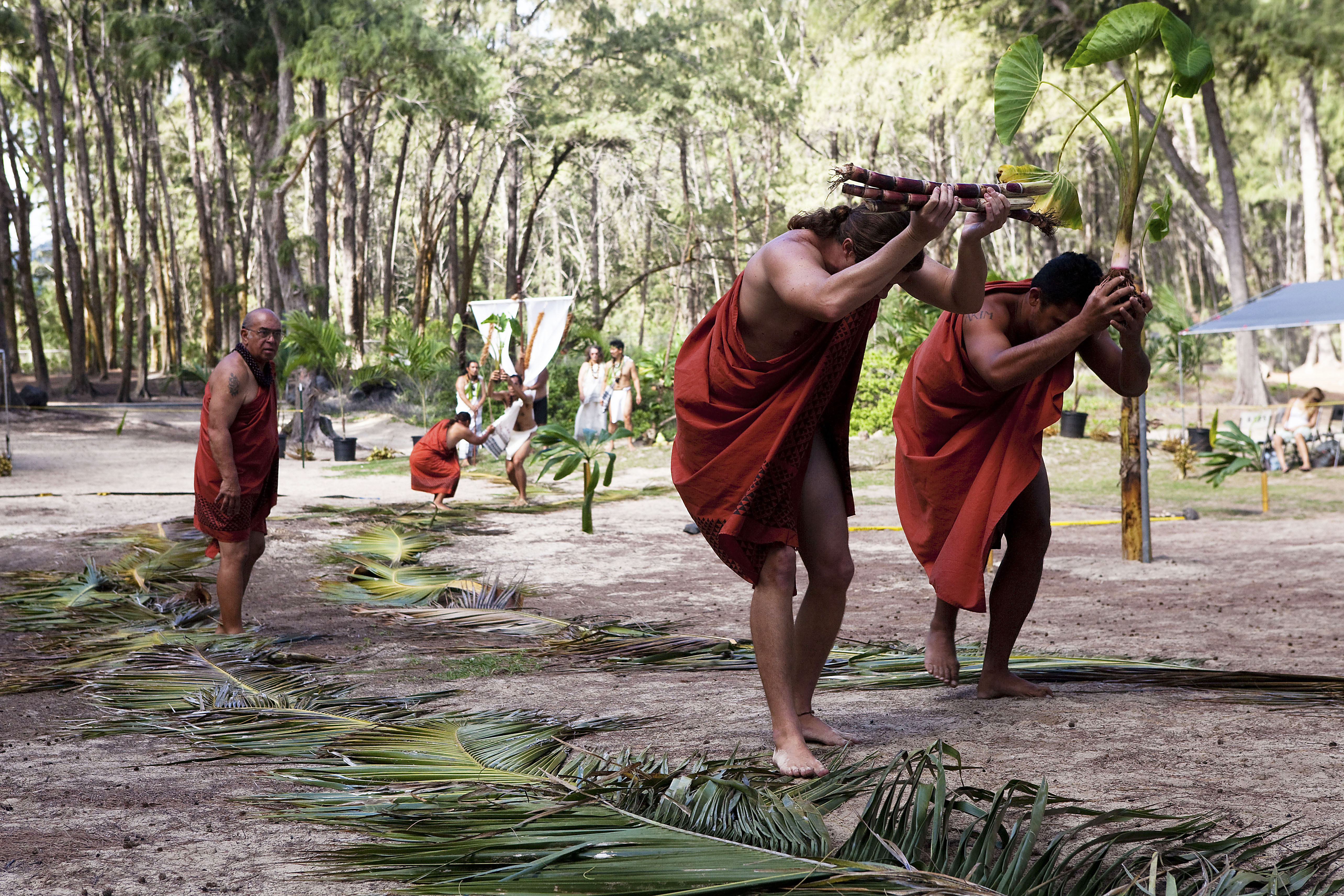
Tributos y regalos para el dios hawaiano Lono durante la presentación del protocolo personalizado de un festival anual en la Estación de la Fuerza Aérea Bellows en Waimanalo, Hawái, 2010

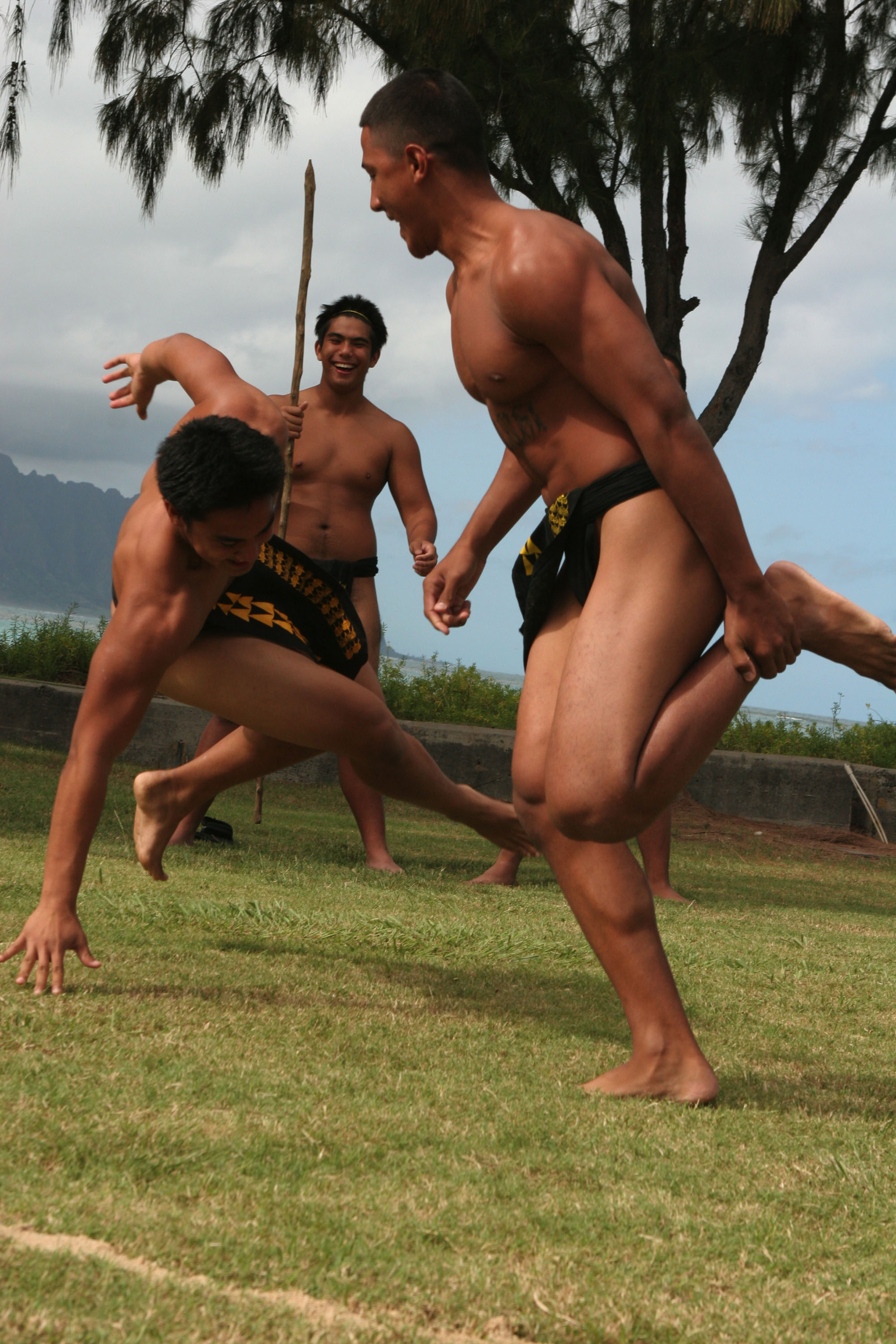
Partidos de lucha inglesa durante el año

La temporada Makahiki corresponde con el festival de Año Nuevo del Hawái Antiguo, celebrado en honor del dios Lono. Las festividades duraban cuatro meses lunares consecutivos, aproximadamente desde octubre o noviembre hasta febrero o marzo. Esto correspondería en los tiempos modernos con la incorporación de las tradiciones del Día de Acción de Gracias y la Navidad. Muchas ceremonias religiosas coincidían con este período. La gente dejaba de trabajar, hacían al jefe o aliʻi, y pasaban su tiempo practicando deportes, haciendo fiestas, danzando y pasándola bien. La guerra durante estos cuatro meses estaba kapu (prohibida).

## Festividades
El festival Makahiki se celebraba en tres fases. La primera fase era un tiempo de limpieza espiritual y para hacer hoʻokupu, ofrendas a los dioses. Los Konohiki, una clase de realeza que ejercía el oficio de recolectores de impuestos durante este tiempo del año, recolectaban productos agriculturales y acuáticos tales como puercos, taro, batatas dulces, pescado seco, kapa y esterillas. Algunas ho`okupu también incluían productos del bosque como plumas exóticas. La gente de Hawái no tenían dinero ni ningún otro medio de intercambio. Estas ho`okupu se ofrecían en los altares de Lono en los heiau - templos - en cada distrito alrededor de la isla. Las ofrendas también se dedicaban sobre los ahupuaʻa, altares de piedra levantados en las líneas fronterizas de cada comunidad. 
Todo tipo de guerra estaba prohibida por la ley para permitirle el paso a la imagen de Lono sin impedimentos. El festival procedía alrededor de la isla en dirección de las manecillas del reloj en la medida que la imagen de Lono (Akua Loa, un poste largo cubierto con tapa - tejido de corteza de árbol con decoraciones geométricas típico de las islas del Pacífico - y otros adornos) era cargada por los sacerdotes. En cada ahupuaʻa (comunidad, también llamada ahupuaʻa) los gobernantes ofrecían hoʻokupu a la imagen de Lono, un dios de la fertilidad, el cual causaba que las cosas crecieran y le daba plenitud y prosperidad a las islas. 
La segunda fase era un tiempo de celebración: de bailar hula, de practicar deportes (boxeo, lucha, tobogán de lava Hawaiano, lanzamiento de jabalinas, bolos, surf, competencias de canoas, relevos, carreras, y natación), de cantar y de hacer fiesta. Uno de los toboganes de lava mejor preservado es el Hito Nacional Histórico Keauhou Holua.
En la tercera fase, la waʻa ʻauhau - canoa de los impuestos - se cargaba con hoʻokupu y se llevaba a mar abierto donde se hundía como ofrenda a Lono. Al final del festival Makahiki, el jefe navegaba en una canoa. Cuando regresaba y ponía su pie en la costa, un grupo de guerreros le arrojaban lanzas, las cuales él tenía que desviar o esquivar para probar que era aún digno de continuar gobernando.

## Llegadas durante la Temporada
A los niños nacidos de la realeza durante esta temporada se les daba el nombre de Lono i ka makahiki.
Las velas y mástiles de la nave del capitán James Cook se asemejan al Akua Loa de Lono. El capitán Cook llegó a la bahía de Kealakekua, cerca de un gran heiau al dios Lono, durante la temporada Makahiki de 1778. A causa de esto, algunos hawaianos pensaron inicialmente que el capitán Cook era el dios Lono, quien había regresado a las islas, tal como lo relataban las leyendas hawaianas.

## Orígenes
En el idioma hawaiano, la palabra Makahiki significa "año" así también como el cambio de estación de la cosecha al comienzo de la temporada agrícola. Esta probablemente se origina de Makaliʻi hiki o la aparición de las Pléyades, lo cual ocurre durante esta época. También se pudo haber originado de ma Kahiki, lo cual significa "así como en Tahití", ya que la leyenda de Lono se asocia con los viajes a y desde Tahití.

## Lecturas Adicionales
- Handy, E. S. C. Ancient Hawaiian Civilization. Honolulu, HI: Mutual Publishing, 1999.
- Handy & Handy "Native Hawaiian Planters" B.P. Bishop Museum
- "The Rebirth of Makahiki" Artículo acerca de las actividades Makahiki en el pasado y en el presente. Revista Maui No Ka 'Oi Vol.10 No.4 (septiembre de 2006)

- Datos: Q6738602
- Multimedia: Makahiki / Q6738602